# 中年大叔轉生反派千金
《中年大叔轉生反派千金》是上山道郎所繪製的日本青年漫畫。2020年3月16日開始在漫畫月刊《Young King Ours GH》連載，同年12月起經Young King Comics發行實體單行本。曾獲得該漫畫雜誌主辦的「下一部人氣漫畫大賞2020」第四名，亦曾在線上活動企劃「漫畫雜誌主編推薦的2020年必讀作品」中，獲得該雜誌的代理總編輯須見武廣的挑選推薦。
2024年1月4日，宣佈將改編為電視動畫，由亞細亞堂擔任動畫製作，2025年1月至3月播出。

## 故事簡介
傲慢驕橫的公爵千金格蕾絲就讀於王立魔法學園，是一個拘謹苛求的完美主義者，對平民抱持著強烈偏見與歧視。在一次墜馬事故中，她喚醒了前世的記憶，想起自己前世是52歲的日本公務員屯田林憲三郎，自此她原本的人格就被憲三郎完全取代。憲三郎當初為了營救一名小孩而被卡車撞到，醒來後發現自己轉生到乙女遊戲《魔法學園Love & Beast》的世界，他嘗試扮演好自己在遊戲裡的角色，儘管努力表現出惡役千金的樣態，時局演變卻屢屢事與願違，反而成為眾人景仰的對象。外表雖是格蕾絲，但內心卻是一個父愛滿溢、提攜後進的好男人，他的嚴厲說教中帶著溫柔關懷，還會不經意展露出中年男性的處世哲學與幽默慧黠。憲三郎總是以懇切殷實的口吻，為周圍人群提供溫暖的指導與具體建議，不僅遊戲原本的女主人公安娜對他十分敬仰愛慕，連一眾俊美可攻略對象們也難以抗拒，對他充滿好感。貴族千金與中年男子，兩者行事風格一經對比，所造成的反差萌讓人不禁莞爾捧腹，雖試圖扮演好自己角色，卻在無意間譜寫出一段幽默詼諧的歡愉喜劇物語。

## 登場人物

### 主要角色
格蕾絲·奧弗涅（聲：市道真央）
公爵家的千金，王立魔法學園一年級生，15歳，誕生日為10月10日。個性高傲驕橫，是一個拘謹苛求的完美主義者，不僅時常呵斥他人，甚至從不懂得道謝，給人一種典型貴族千金的嬌慣形象，對平民抱持著強烈偏見與歧視。擁有獨特的金色縱捲髮，手持一把華麗扇子是她標誌性的個人特徵，與第一王子維吉爾訂有婚約關係，是王子的未婚妻。奧弗涅公爵家在王國的權勢地位僅次於王室，格蕾絲憑藉著這份家庭背景，展現出十分強硬尖銳的處事風格。
格蕾絲的髮型為典型的縱捲髮，出生時曾被占卜者預言「頭髮是魔力的來源，後髮不能剪」，使得她幼年時期的頭髮散亂無章，直到遇到髮型師瑪契爾達，為她精心設計經典的縱捲髮型，獲得她的高度讚賞，便一直維持這個造型至今。
她身處在乙女遊戲《魔法學園Love & Beast》的世界，角色被設定成遊戲裡的「惡役千金」，是女主人公安娜的情敵，負責不斷霸凌苛責安娜。在原本的遊戲劇本裡，王立魔法學園入學儀式第一天，她就對安娜進行身份差距的訓斥，貶低安娜的父母雙親、庶民背景，令安娜忍不住流下悔恨的淚水，但這也成為激起安娜鬥志的契機，心中暗自發誓要努力學習，向格蕾絲證明自己，這場最糟糕的初遇讓兩人因此成為競爭對手。安娜的學園生活和日後的戀愛發展，屢屢受到格蕾絲的妨礙掣肘，兩人的關係幾乎達到水火不容的地步。
在一次墜馬事故中，她受到很大衝擊而喚醒了前世的記憶，想起自己前世是52歲的日本公務員屯田林憲三郎，從這時開始，她原本的人格就被憲三郎完全取代，繼承了格蕾絲所有記憶與知識。憲三郎雖決心扮演好自己在遊戲裡的角色，儘管努力表現出惡役千金的樣態，時局演變卻屢屢事與願違，反而成為眾人景仰的對象。外表雖是格蕾絲，但內心卻是一個父愛滿溢、提攜後進的好男人，他的嚴厲說教中帶著溫柔關懷，還會不經意展露出中年男性的處世哲學與幽默慧黠。憲三郎總是以懇切殷實的口吻，為周圍人群提供溫暖的指導、建設性的具體建議，無意間持續提升了格蕾絲在這些人心目中的好感度。
憲三郎取代格蕾絲原本的人格後，他發現格蕾絲這個機體居然內建了一種特殊能力，能將庶民樸素庸俗的言行轉化成貴族高雅雍容的儀態，他把這項能力稱為「優雅變換」（Elegant Cheat），這也使得格蕾絲無論何時均維持著優雅姿態，為她在貴族社交圈中增添了超群絕倫的氣場與魅力。但這能力也有缺點，無法手動卸除，在一些特殊場合必須轉換身份，強迫自己使用庶民的庸俗言詞與樸素行為時，這時就會發生障礙。格蕾絲在學園祭進行戲劇演出，就遇到了這種演技障礙，她難以扮演好一個庶民角色，庶民言語完全講不出口。值得讓人吐槽的一點就是，碰到中年大叔諧音哽冷笑話、御宅族用語（傲嬌、立旗），卻無法被轉換成同類型的優雅言詞，優雅變換失效。
這世界的魔法施展方式，是在魔法陣上空，拿著魔杖以書寫文字的方式來發動魔法，還運用著言靈之力，必須書寫「曾長期被使用過」且「現今已不再使用，無法被普通人讀懂」的古代文字，不能使用沒魔力的人均能讀懂的普通文字，普通人若看得懂這些文字，則會將自己的意念摻入其中，讓文字在空中散開而導致魔法失敗。憲三郎利用自己是異世界人的背景優勢，使用「日語漢字」來替代古代文字，使他能繞過古代文字的限制進行施法，不僅能大幅強化魔法效果，還能縮短輸入文字所需的時間，這一特殊技巧也成為格蕾絲日後施展魔法的強大優勢。
憲三郎繼承了格蕾絲所有記憶與知識，他從這些記憶中得知，格蕾絲幼年時曾經是個溫柔的孩子，喜歡觀察宅邸內工坊運作和園藝工作、女僕熨燙衣服的家事工作。然而，自從開始接受淑女教育後，卻因「不符合淑女形象」這一理由，使得她遠離了這些嗜好，逐漸變得嚴厲而偏執。格蕾絲的性格拘謹苛求，她斥責旁人基本上是基於正當理由，並非惡意欺凌或辱罵，卻因為她的措辭過於尖銳，常被誤解為刻意刁難，進而使她被周圍人群視為壞人，甚至被誤解為反派千金。從小服侍她的女僕瑪契爾達也說過，格蕾絲是一位嚴厲的人，但絕不會無故發怒。
憲三郎曾與格蕾絲在精神世界中相遇，他看到格蕾絲被囚禁在一個鳥籠裡，把自己的內心封閉起來，格蕾絲選擇將自己身體完全交給憲三郎控制。隨著時間的推移，可以得知憲三郎靈魂憑依在格蕾絲身上，也就是附身，並非轉生成格蕾絲，兩人不是前世後世的關係，未來一旦滿足某個條件，憲三郎的靈魂會離開，並且把身體交還給格蕾絲本人。
奧里翁
格蕾絲的魔獸，火屬性與水屬性兼具的古代龍（Ancient Dragon），名字為奧里翁（Orion）。當初憲三郎以格蕾絲的身份進行魔獸召喚，召喚場景首先出現的是迷你版的格蕾絲和憲三郎，這兩個分身象徵著他們各自的魔力，再經由他女兒日菜子把雙手穿過電視液晶螢幕，顯現在召喚現場將兩者的魔力揉合而誕生的古代龍。
日菜子把牠取名為奧里翁，這個名字是日菜子特意取的，靈感來自動畫《機械獸士翼龍》裡恐龍型角色的名字，是她小時候與憲三郎一起看的動畫，日菜子本意是試圖向憲三郎傳遞信息，她可以透過這隻古代龍在異世界進行干涉。然而，憲三郎並未理解她的意圖，只認出了這個名字的來源，並未意識到日菜子背後的深層用意。
一般而言，每隻魔獸僅具備單一屬性，但奧里翁卻同時擁有兩種屬性，處於火屬性狀態時，牠的體色為鮮紅色；切換為水屬性時，則會變為湛藍色。奧里翁不接受格蕾絲與憲三郎的直接指揮，必須由日菜子實際操控其行動，這隻魔獸的屬性切換也無法由他們兩人控制，也必須依靠日菜子手動選擇液晶螢幕裡的切換選項才能達成。
屯田林憲三郎（聲：井上和彦）
妻沼田市役所的公務員，52歲。個性溫和友善、待人親切，對部屬相當照顧。頭頂上有著條碼狀禿頭，僅依稀殘留幾根髮絲，戴著一副黑框眼鏡。身居中階管理職，若遇見民眾在市役所陳情投訴，為了緩和衝突爭執，他已習慣於在需要調解糾紛時，主動低頭認錯，這是多年社會人生涯中所歷練出的生存之道。
他在年輕時期就曾畫過同人誌，與妻子美津子就是因為同人活動結緣，他妻子不僅負責擔任活動攤位的銷售員，還會進行角色扮演來吸引目光。這對夫妻擁有共通愛好和經歷，兩人都是御宅族。在御宅族父母的影響下，他女兒日菜子的御宅血統非常純正，對宅領域文化作品有十分深厚的知識。
作為一名御宅族，他對於異世界轉生概念有一定程度的了解，對女性向的乙女遊戲則幾乎一無所知，女兒日菜子曾向他解釋「惡役千金」的概念，他聽完後將其類比為動漫《小甜甜》裡的伊莉莎，才算勉強理解了此類型角色。由於已經上了年紀的緣故，外國人名都是由片假名書寫而成，他對於外國人名的記憶力不佳，但他對年輕時的動漫作品《機械獸》、《機動戰士鋼彈》裡的各式機體名稱，卻記得一清二楚。
身為一個中年男性，他擅長講中年大叔諧音哽冷笑話，已經到了爐火純青的地步，在異世界偶遇愛講此類冷笑話的同好，對方年紀尚淺初出茅廬，他只小試一下身手，就將對方凍斃結霜，該人佩服得五體投地，當場伏跪拜服。他最拿手的卡拉ok歌曲是《銀河鐵道999》主題曲，因為這首歌能同時應付「御宅友人和商務場合」兩種類型的聚會。
他是電玩遊戲高手，尤其擅長迷宮類型的冒險遊戲，甚至具備最快速度通關（RTA）級別的專業玩家實力，他自信地表示只要理解迷宮設計者的意圖，就能破解所有關卡謎題。他的這種特殊天賦，即使到了異世界仍然風采依舊，面對攻略難度極高的試煉迷宮，顯露出幾乎不須與敵人交戰的快速通關技巧。
憲三郎當初為了營救一名小孩而被卡車撞到，醒來後發現自己轉生到乙女遊戲《魔法學園Love & Beast》的世界，成為了公爵家千金格蕾絲。早在一個月前，他下班回到家時，就看到女兒日菜子正坐在客廳玩這款遊戲，而遊戲畫面正顯示著格雷絲的身影，女兒當時就與他聊過這遊戲的劇情，提及格雷絲是一個會阻撓女主人公的反派千金角色。這也使得他對這款遊戲的內容略有了解，並試圖在異世界裡活用這些片段知識。
他嘗試扮演好自己在遊戲裡的角色，儘管努力表現出惡役千金的樣態，時局演變卻屢屢事與願違，反而成為眾人景仰的對象。外表雖是格蕾絲，但內心卻是一個父愛滿溢、提攜後進的好男人，他的嚴厲說教中帶著溫柔關懷，還會不經意展露出中年男性的處世哲學與幽默慧黠。憲三郎總是以懇切殷實的口吻，為周圍人群提供溫暖的指導、建設性的具體建議，無意間持續提升了格蕾絲在這些人心目中的好感度。他最終意識到自己早就偏離了原本的「反派千金」角色定位，並且作出結論，只要在自己能力範圍內去扮演反派角色就好，不必過份強求。
另一方面，他也對異世界的文化抱持濃厚興趣，像是學習真正的魔法、近距離觀察矮人匠人工作，以及觀摩學生會成員的實戰訓練等，充分展現了一個御宅族對異世界的純粹熱愛，盡情享受這個世界的美好與各種景致。此外，他還秉持「不論年齡，只要有實力的人皆為師」的人生哲學，虛心跟著比自己女兒還年輕的人學習魔法，毫不介意年齡的差距。
憲三郎被卡車撞到後，其實沒有當場死亡，而是處於重度昏迷狀態，目前仍躺在醫院裡。他曾在阿德里安的研究室，短暫地與現實世界建立聯繫，並且收到日菜子的一封信，信中告知他的身體依然存活，以及日菜子與他的妻子正在電視螢幕前守護著他，這讓憲三郎瞭解到自己仍有機會重返現實世界。
因此精確來說，他不是轉生到異世界，而是意識來到異世界，他靈魂憑依在格蕾絲身上，也就是附身，並非轉生成格蕾絲，兩人不是前世後世的關係，未來一旦滿足某個條件，憲三郎的靈魂會離開，並且把身體交還給格蕾絲本人。
本作的作者接受訪談也提到，未來計劃讓憲三郎返回現實世界，故事最終將以幸福的結局收尾，讓憲三郎永遠拋下妻女離開並不合適，這樣的結局是向早期的異世界題材作品致敬，以前的異世界作品最後總是會回到原來的世界，所以這部作品我也想這麼處理。

### 日本家眷
屯田林日菜子（聲：黑澤朋世）
屯田林憲三郎的女兒，20歲。擁有一對熱衷於御宅文化的父母，從小浸潤於這樣的家庭氛圍中，在家過著完全坦率的御宅生活，毫無顧忌地展現自己的興趣，並從中獲得快樂與家庭支持，而不需要擔心被批評或不被接受。由於父母兩人都是御宅族，在他們的影響下，日菜子的御宅血統非常純正，對宅領域文化有十分深厚的知識。
她非常喜愛乙女遊戲《魔法學園Love & Beast》，不僅多次通關，還挑戰了各種限制條件下的硬核玩法。在察覺到父親的意識被吸入到遊戲世界後，她透過客廳前的液晶螢幕，持續觀察父親在遊戲裡的情況，默默地守護著父親。
在憲三郎以格蕾絲身份進行魔獸召喚的場景，她首次收到了遊戲提供的選項提示，並且在召喚過程中提供協助，將雙手伸進電視螢幕裡，強行介入召喚過程，把格蕾絲和憲三郎兩者的魔力揉合，藉此產生了古代龍。日菜子把牠取名為奧里翁，這個名字是日菜子特意取的，靈感來自動畫《機械獸士翼龍》裡恐龍型角色的名字，是她小時候與憲三郎一起看的動畫，日菜子本意是試圖向憲三郎傳遞信息，她可以透過這隻古代龍在異世界進行干涉。然而，憲三郎並未理解她的意圖，只認出了這個名字的來源，並未意識到日菜子背後的深層用意。自此以後，她透過操縱這隻魔獸對遊戲世界進行干預，並試圖傳遞訊息，希望憲三郎能理解到自己的存在與意圖。
隨著時間推移，她發現格蕾絲與阿德里安的研究室之間存在著某種連結，成功以書信方式向憲三郎建立聯繫，並傳達了他在現實世界的昏迷情況，以及家人守護在電視螢幕前的關懷，為兩個世界的溝通打開了一條新道路。
屯田林美津子（聲：本田貴子）
屯田林憲三郎的妻子。熱衷於御宅文化，她的御宅歷程可以追溯到中學時期，當時她閱讀了德國作家米切爾·恩德的小說《說不完的故事》，就對異世界題材作品產生濃厚的興趣。從那時起，她已看過無數與異世界相關的作品，對這類題材有著深刻的理解和喜愛。美津子在未婚時就是同人圈裡的活躍成員，曾參與憲三郎所屬的同人社團，不僅負責擔任活動攤位的銷售員，還會進行角色扮演來吸引目光，兩人因同人活動結緣。
正因為有著這樣的御宅經歷，當她聽聞憲三郎的意識被吸入到遊戲世界後，她立即接受了這個事實。美津子之所以能冷靜的接受這一切，坦然面對這種超乎現實事件，沒有表現出任何驚訝或疑惑，與她多年來持續浸潤於幻想世界作品有關。

### 魔法學園關係者
安娜·多爾（聲：關根明良）
王立魔法學園一年級生，15歳，誕生日為10月10日，原本乙女遊戲的女主人公。個性純樸善良，出身於平民家庭，因擁有卓越的魔法才能，經營麵包店的雙親決心負擔高昂的學費，讓她得以接受高等教育。為了不辜負父母的期待，她憑藉著刻苦學習，最終以首席成績通過入學考試，順利進入王立魔法學園就讀，對願意為自己付出一切的父母，心懷感激與尊敬。
她外表看似穩重可靠，但偶而也會表現出笨拙冒失的一面，時常在空無一物的地方跌倒，具備著迷糊少女的特質。安娜的魔獸是一隻風屬性的天馬（Pegasus），名字為希里烏斯（Sirius）。這匹天馬的性格純真，能夠快速反映主人的能力。安娜使用旋風類的魔法，並且還學會了突風魔法，可以製造出空氣炮攻擊對方，以及透過創造空氣之路來傳遞聲音的魔法。
在原本的遊戲劇本裡，王立魔法學園入學儀式第一天，格蕾絲就對她進行身份差距的訓斥，貶低她的父母雙親、庶民背景，令安娜忍不住流下悔恨的淚水，但這也成為激起安娜鬥志的契機，心中暗自發誓要努力學習，向格蕾絲證明自己，這場最糟糕的初遇讓兩人因此成為競爭對手。安娜的學園生活和日後的戀愛發展，屢屢受到格蕾絲的妨礙掣肘，兩人的關係幾乎達到水火不容的地步。
然而，在憲三郎取代格蕾絲原本的人格後，變動了遊戲原本的世界線，憲三郎以格蕾絲的身份訓勉安娜，對安娜雙親無怨無悔的付出深表同感共情，還稱讚他們的高明遠見與無悔付出，並以此勉勵安娜，告訴她為了回報父母的心血，應該在學園裡努力學習，追求自己的幸福人生。這番溫暖的言語撫慰了安娜，她感動得熱淚盈眶。自此以後，她與格蕾絲建立起非常良好的互動關係，開始像影子一樣黏著對方，對格蕾絲抱持著深深的敬仰與愛慕，心醉於對方的魅力之下，甚至還產生如微風輕撫的百合愛戀氣息。
若按照遊戲原本的人物設定，安娜在格蕾絲的持續欺凌下，咬著牙逆境成長，並且受到周圍可攻略對象一眾俊美型男的憐愛，在劇末迎來美好的愛情結局。但由於憲三郎的緣故，劇情發展完全背離了原本的角色設定，憲三郎雖努力表現出惡役千金的樣態，這些訓勉言行全部被安娜解讀為諄諄教誨、苦口婆心，更因此變成格蕾絲的鐵桿愛好者，對她十分敬仰愛慕。結果就變成，安娜在憲三郎的指導下逐步成長，完全偏離了遊戲原本的劇情軌道。安娜與格蕾絲彼此熟識後，逐漸形成了一種口癖，經常在嘴邊說出「不愧是格蕾絲小姐…」。
安娜的學習能力極強，日菜子把這種特殊天賦稱為「主人公加成」。前一天才教導她如何使用算盤，隔天隨即能靈活運用自如。從學生會成員那裡學習魔法和武術後，沒過多久她的體力與魔力就有了大幅成長。在暑假期間寄宿格蕾絲家，在短短數日內就熟習了淑女禮儀教養的基礎課程。在解謎方面也顯露出傑出的才能，片刻之間就成功解讀了試煉迷宮的構造，順利完成通關條件。
安娜的高潔人格也值得讓人讚賞，當路人貴族千金三人組，曾試圖向她挑撥離間，散佈關於格蕾絲的不實謠言，安娜起初以「自小接受父母告誡，如果有人特意告訴你『某人說你壞話』，就要與這人保持距離，因為這人也會在旁人面前，散佈你自己的流言蜚語。」來警惕她們三人，一旁的憲三郎聽聞後，深覺安娜的家教良好，對她雙親的卓越見識欽佩嘆服。
雖然她們三人仍不死心繼續造謠生事，但安娜卻堅毅地表示「即使格蕾絲真的覺得我很礙眼，我也絕不會再出現在她面前。但我對格蕾絲的敬仰與感激，永遠不會改變。」這番話不僅展現了她的堅強，也深深觸動了躲在不遠處觀察的憲三郎，以及電視螢幕前的日菜子，父女不約而同地流下憐惜的淚水。安娜的這些特質，憲三郎因此稱她為「能令玩家感同身受的主人公」、以及「誠摯純真到讓人不忍苛責的好孩子」對她的評價極高。
隨著時間推移，安娜與格蕾絲一起在學園祭裡演起話劇《王子與平民》，這部戲的劇本是格蕾絲之母賈桂琳在30年前所撰寫的，內容講述某國的一位王子與一位平民少年，他們恰巧在同一天出生，並因為某次機緣相識，兩人在皇宮中相談甚歡時，忽然出現了一名惡作劇成性的妖精，施展魔法將兩人的身體互換，被變成平民模樣的王子隨即遭到逐出皇宮，就此陷入困境。情況更糟糕的是，王子的加冕儀式即將到來，他卻無法參與這個重要的儀典。
安娜與格蕾絲恰好在劇裡分別飾演著王子與平民，這兩人又是同年同月同日生。加上安娜之母，一個平凡的麵包店老闆娘，居然輕易地識破微服暗訪格蕾絲的貴族身份。在學園祭當天，安娜之母無意間遇到格蕾絲之父，安娜之母微微行禮，格蕾絲之父則對她感到無比詫異，顯然彼此早已熟識許久，格蕾絲之父貴為公爵身份顯赫，安娜之母僅為平民，彼此身份地位差距懸殊卻是舊識。這些種種跡象似乎預示著某個未解的謎團。
維吉爾·畢洛基（聲：石川界人）
王立魔法學園二年級生，某王國第一王子，原本乙女遊戲的可攻略對象，也是學生會會長。與公爵千金格蕾絲訂有婚約關係，是格蕾絲的未婚夫。個性冷酷無情，維吉爾表面上看似溫文儒雅，對任何人都一視同仁，表現出平易近人的樣貌。維吉爾的魔獸是一隻風屬性的獅鷲獸（Griffon），名字為斯畢卡（Spica）。這隻獅鷲獸能熟練地使用高階魔法，構築空氣通路來聆聽遠處的聲音，顯現極高的魔法運用能力，為維吉爾的行動提供了重要的支持。
然而維吉爾的內心卻相當冷酷，經常以「這個人的價值對國家是否有益」來評斷他人，這種實用主義思想，讓他在某些情境中顯得無情。日菜子對他作出如此見解「因為有著這種性格特性，使得他成為攻略難度最高的角色。」對於這一點，憲三郎則如此評價「如果連戀愛都要採取這種功利角度來精挑細選，那麼不僅是主人公安娜，恐怕連他自己也會過得很辛苦。」
在原本的遊戲劇本裡，王立魔法學園入學儀式第一天，安娜受到格蕾絲的欺凌而獨自哭泣，路過的維吉爾恰好偶遇安娜，這場相遇成為安娜與他之間的第一個愛情伏筆。自從憲三郎取代格蕾絲原本的人格後，格蕾絲不僅改變了對待安娜的態度，甚至還促成安娜與他的相遇，這一系列行為使得安娜把注意力全部放在格蕾絲身上，與維吉爾之間的感情發展已變得不再重要。
雖然名義上維吉爾與格蕾絲訂立了婚約關係，但格蕾絲原本的反派千金性格與尖銳言行舉止，他對其並不感興趣，沒有任何戀愛感覺。直到有一次，他與已被憲三郎取代原本人格的格蕾絲，眾人一起在學生會裡辦公，他發現一向被認為不擅長數學的格蕾絲，在學生會的預算審核中展現出令人驚豔的計算能力，甚至還拿出神秘的東方計算器「算盤」，格蕾絲受到誇讚後並不居功，謙遜的將這份功勞讓給安娜。維吉爾誤以為格蕾絲其實是個謙遜有禮之人，為了克服自己不擅長的數學計算，在背後一直默默努力下足了苦功。面對格蕾絲顯露出處理事務的卓越能力與謙虛態度，才逐漸對她改觀，對她產生了傾慕愛戀之情，他不僅肯定了格蕾絲的才能與謙遜，還對她感到前所未有的心動。
理查·貝爾索（聲：梅原裕一郎）
王立魔法學園二年級生，原本乙女遊戲的可攻略對象，也是學生會副會長。個性沉默寡言，留著一頭長髮，外表看似冷酷無情，散發出冷峻迷人的陰鬱氣質。理查的魔獸是一隻水屬性的海蛇（Sea Serpent），名字為薩達爾梅里克（Sadal Melik）。在某次緊急情況裡，憲三郎靈機一動提出了新構想，將理查的魔獸變形成一把劍，這也成為他日後在戰鬥中不可或缺的武器。
理查擅長使用攻擊為主的魔法，出身於武門世家，他的劍術相當精湛。精通家傳劍術的他又被稱為劍聖，是學生會裡戰鬥能力頂尖的成員之一。後來被發現其實是一個音痴，音樂顯然不是他的強項，跟他武門世家的家族背景有所關聯。
外界人士普遍認為他少言寡語、不喜言談，但是他表面上的沉默只是一種偽裝，實際上他相當健談，極其喜歡講中年大叔諧音哽冷笑話，只要一開口就會接連說出一堆無聊的冷笑話，這些冷笑話過於冷場，經常令周圍的人無法招架。為了避免場面變得尷尬，他身邊的友人們均勸他盡量少開口說話保持沉默。
在一次的偶然互動中，他遇到已被憲三郎取代原本人格的格蕾絲，她十分擅長講中年大叔諧音哽冷笑話，已經到了爐火純青的地步，只小試一下身手，就將理查凍斃結霜。理查發覺格蕾絲能即興創作出比他更高明、更無厘頭的冷笑話，著實讓他深感挫敗，對她佩服得五體投地，當場伏跪拜服，心悅誠服地承認自己在冷笑話領域上遇到了絕世強者。自此之後，學生會裡最強的人似乎就是格蕾絲，這個謠言就在學園裡悄悄傳開了。
奧古斯特·里翁（聲：鈴木崚汰）
王立魔法學園二年級生，原本乙女遊戲的可攻略對象，也是學生會的保安部長。個性堅毅嚴謹，外表狂野灑脫，散發出疏狂不羈的野性美。行事風格粗中帶細，表面上看似粗枝大葉，但對於一些細微末節卻顯露出溫柔細膩的一面。奧古斯特的魔獸是一隻火屬性的迦樓羅（Garuda），名字為雷古魯斯（Regulus）。在某次緊急情況裡，憲三郎靈機一動提出了新構想，將奧古斯特的魔獸變形成盾牌，這也成為他日後在戰鬥中靈活應變的實用技巧。
奧古斯特擅長使用強化魔法，這類魔法屬於增益型的輔助魔法，能瞬間加強身體各方面的機能，搭配優秀格鬥技巧，即可發揮出卓越的近身戰能力。精通格鬥術的他又被稱為守護騎士，擁有與理查同等程度的戰鬥實力，是學生會裡戰鬥能力頂尖的成員之一。他與第一王子維吉爾的關係密切，兩人之間有著非常深厚的友誼。
早在格蕾絲入學前，他與原本的格蕾絲就已經彼此熟識，認為格蕾絲雖然不算是壞人，但性格卻十分強硬尖銳，因此他對於格蕾絲與平民出身的安娜之間，能否相處融洽感到擔憂。
儘管奧古斯特看起來堅毅剛強，實際上卻非常害怕昆蟲。格蕾絲所處的異世界沒有孩童捉蟲文化，昆蟲通常被認為是令人厭惡畏懼的存在。在一次的偶然互動中，一隻大型鍬形蟲停在他的背上，這簡直把奧古斯特嚇壞了，急忙叫旁邊的人幫忙把昆蟲拿走，一旁眾人也都害怕極了，只有已被憲三郎取代原本人格的格蕾絲，因為能近距離看到這種昆蟲而興奮不已。她平靜地把鍬形蟲從奧古斯特的背上摘下，沒有粗暴對待那隻昆蟲，而是使用魔法將蟲送回森林。格蕾絲這種符合貴族高雅雍容的舉動，還蘊含關懷弱小生命的仁慈，觸動了奧古斯特的內心，開始對她產生了心動的情感。
皮耶爾·傑摩（聲：永塚拓馬）
王立魔法學園二年級生，原本乙女遊戲的可攻略對象，也是學生會的書記。個性認真嚴謹，擁有一頭黑髮，外表俊美端正。理查的魔獸是一隻水屬性的石像鬼（Gargoyle），名字為波勒克斯（Pollux）。這隻魔獸與他的主人一樣，散發著沉穩可靠的氣息，能在戰鬥中發揮強大的力量，是皮耶爾不可或缺的夥伴。
他是第一王子維吉爾的忠實隨從，從小就侍奉著王子，為其學園生活提供各種支援，深受王子的倚仗與信賴。後來被發現其實有嚴重的懼高症，跟他平時給人冷靜可靠的形象有所落差。
他的性格過於嚴厲正經，非常嚴格遵守相關規定，已經到了極端死板的程度，他的這種性格特性，使得他在處理事務時非常規律守紀，經常令周圍的人備感壓力。憲三郎對他如此評價「為人太過拘謹保守，難以靈活變通。」
朗貝爾·巴蘭斯（聲：山下誠一郎）
王立魔法學園一年級生，原本乙女遊戲的可攻略對象，也是學生會的會計。個性傲嬌靦腆，戴著一副眼鏡，外表俊秀斯文，散發出聰明睿智的知性美。朗貝爾的魔獸是一隻土屬性的斯芬克斯（Sphinx），名字為祖本·埃爾·傑努比（Zubenelgenubi）。這隻斯芬克斯能熟練地施展與花相關的魔法，還能隨心所欲地操控岩石和土壤。
值得讓人吐槽的一點就是，雖然朗貝爾自己的魔獸是斯芬克斯，他在試煉迷宮裡，遇到斯芬克斯的經典名哽謎題「早晨四隻腳、中午兩隻腳、晚上三隻腳的生物是什麼？」卻回答不出來。對於這種人盡皆知的常識居然如此匱乏，憲三郎對此的評價是頗感遺憾。朗貝爾擅長使用與花相關的魔法，能讓枯萎的花草樹木重新綻放花朵，還使用過薔薇吹雪之類的魔法，他與花卉類魔法似乎有著奇妙的緣份。
朗貝爾出身於邊境地區某個沒落貴族家庭，是家中的第三子，名義上仍是貴族，但實際地位卻等同於平民。自己的父母即使家境窘迫，在教育方面也從未吝惜對他的投資。他在幼年時就獲贈一本名為《魔法陣入門》的書，他一直非常珍視此書，至今仍將其視為寶物。
他憑藉優秀的聰明才智和出眾的魔法天賦，幸運地被名門巴蘭斯家收為養子，才得以進入魔法學園就讀。他沒有料到自己竟然在學園入學考試中輸給了安娜，無緣取得首席成績。從那之後，他就對安娜抱持著敵視態度，認為安娜是自己的競爭對手，經常以尖銳刻薄的態度對待安娜。
憲三郎根據朗貝爾的性格和出身背景，對他如此評價「他的攻略難度相當低」、甚至指出「他被攻略成功的徵象已經被立旗」、還附帶評論道「傲嬌角色通常很容易攻略」。已被憲三郎取代原本人格的格蕾絲誘導著安娜，教導她攻略方法，故意讓安娜去攻略這位難度等級相當低的朗貝爾。在格蕾絲特意撮合下，朗貝爾向安娜學習了算盤的使用技巧，讓雙方的關係逐漸緩和下來，從單方面的敵視轉變為相互認可的良性競爭。朗貝爾也成為安娜第一個成功攻略的戀愛對象。
朗貝爾對格蕾絲使用的魔法杖扇十分感興趣，是將魔杖與扇子的扇骨融為一體的華麗工藝品。在格蕾絲的介紹下，特地央請公爵宅邸矮人工匠巴爾茲製作魔法杖書，與魔法杖扇相同的製作概念，將魔杖埋入書背裡，再搭配在書本頁面裡預先畫好的魔法陣，變成只要翻開書本就能施展魔法，帥氣與實用兼具。值得一提的是，作為魔法杖書的改造素材，正是朗貝爾自幼收藏的珍寶書籍《魔法陣入門》。
琉卡·畢洛基（聲：古賀葵）
王立魔法學園一年級生，某王國第二王子，原本乙女遊戲的可攻略對象，也是維吉爾的弟弟。個性調皮淘氣，散發出輕度腹黑、愛惡作劇、傲嬌等三種屬性兼具的小惡魔系氣息。琉卡表面上看似開朗活潑，表現出朝氣蓬勃的樣貌，在學園裡廣受歡迎很有人氣，然而他卻是個麻煩製造者，經常引發各種小騷動，把周圍人群牽涉其中，讓身邊的親友們疲於應對。琉卡的魔獸不明，按理來說學園裡每個人均有一隻魔獸，這是此款遊戲的基礎設定，琉卡還是主要角色戲份不低，但本作對於他的魔獸卻隻字未提。
琉卡雖然給人逍遙自在、不拘一格的感覺，但實際上他的直覺十分敏銳且善於觀察推測，是個不容小覷之人，憲三郎對他如此評價「此人真面目難以掌握捉摸，攻略難度相當高」。由於他的行為難以捉摸，而且讓人看不透他背後的真實動機及目的，憲三郎把安娜當作自己親生女兒般疼惜愛護，因此極度不願意他成為安娜未來的夫婿人選，他認為此人詭譎難測、看不透摸不清，必須離他遠一點、敬而遠之。
琉卡雖為主要角色，至今卻仍未有以他為主角的支線專屬情節，他更像是一個負責推進劇情的潛在引導者，透過一些語帶玄機的發言，預示著未來事件的發展，或是擔當觸發某個關鍵事件的麻煩製造者。這也導致琉卡在本作裡，帶給讀者的角色層次感相當薄弱，僅具有輔助劇情推進的功用。
隨著時間推移，本作劇情已進行到中段，琉卡的戲份層次感才稍有提升，在某次情境裡，安娜憶及母親的教誨「朋友之間不應交換昂貴的物品，這樣會引起攀比心理，讓雙方感覺到彼此社會地位上的高低差距。」這段話深深打動了琉卡，促使他反省自己的行為，展現出改正自身態度的誠意。憲三郎也因此重新評價了他，把他往形象較為正派的方向稍作修正。
法蘭賽·麥丘（聲：桑原由氣）
王立魔法學園一年級生，學園社團戲劇部的成員，常被親友暱稱為「法蘭」，之後轉至學生會擔任書記一職。法蘭是戲劇重度愛好者，她曾把戲劇部歷年來所有劇本，全部精讀過一遍，擁有十分淵博的演劇知識，在戲劇部裡無人能及。
在原本的遊戲劇本裡，她被規劃為遊戲女主人公安娜的摯友，負責向安娜提供學園的人際脈絡情報，也是安娜傾訴情緒的聆聽者，在安娜受到格蕾絲的欺凌而哭泣時，在一旁安慰著安娜並且支持她。
然而，在憲三郎取代格蕾絲原本的人格後，變動了遊戲原本的世界線，格蕾絲取代了法蘭身為安娜摯友的位置，使得她的出場戲份被大幅縮減，一直被延至學園祭前夕，學生會決定演話劇當作祭典內容，需要一個精通戲劇知識的幫手，她這時才得以出場。
法蘭雖身處在遊戲世界裡，卻是一個異世界的御宅族。女性御宅族通常兼具著腐女向愛好者身份，對於俊美型男假扮女裝、男同志之間的攻受議題，毫無抵抗能力，十分沉溺於這類內容，甚至對這類題材喜愛到無以復加。由於學生會預備在學園祭進行話劇演出，向戲劇部尋求支援，法蘭以一個協助者身份負責幕後籌備。當她聽聞這齣劇的劇本，特別規定必須性別互換，讓一眾俊俏美男們穿起女裝，這激起了法蘭深藏在心中的腐女靈魂，異常興奮到雙眼都快噴出火來。
法蘭的思維模式帶有強烈的御宅族色彩，不僅是御宅族，還是學生會全員的狂熱支持者，又稱為「箱推」（全員推，御宅用語），當她看到學生會一干俊美型男們穿起女裝，個個秀色可餐，不僅拿起隨身攜帶的魔法相機猛拍，甚至還激動地萌生「課金」念頭，想花費具體金錢大加支持。異世界沒有手機遊戲，自然也無法課金，法蘭這種課金想法，具有打破次元障壁的猛烈勢頭，將遊戲世界與現實世界，在兩個世界之間構築了某種御宅概念的連結。憲三郎身為一個御宅族，嗅聞到法蘭身上的諸多御宅族氣息，而感到一股莫名親切感與熟悉感。
戲劇表演圓滿落幕，法蘭在某次談話中，提到自己對於沒有具體形象的理工學科感到吃力，憲三郎以格蕾絲的身份聽聞後，建議她使用擬人化的方式學習這類科目，讓她成功克服了弱勢學科。再加上法蘭在戲劇演出中的傑出貢獻，最終在格蕾絲與安娜的推薦下，順利被任命為學生會的書記。
碧歐蕾·柯波、若恩·摩瓦諾、瑪龍·舒葉特（聲：金澤舞（碧歐蕾）、長妻樹里（若恩）、岩橋由佳（瑪龍））
王立魔法學園一年級生，某三個伯爵家的千金，通稱「路人貴族千金三人組」。
在原本的遊戲劇本裡，她們被設定為格蕾絲的跟班，是格蕾絲身旁的一干忠誠追隨者，負責襯托格蕾絲惡役形象的配角群。在格蕾絲以強硬尖銳口吻訓斥安娜時，她們三人從旁助勢幫腔一起加入欺凌的行列。
然而，在憲三郎取代格蕾絲原本的人格後，變動了遊戲原本的世界線，格蕾絲與安娜成為親密摯友，彼此維持著非常良好的互動關係，導致她們三人失去了原本的跟班定位。為了奪回格蕾絲的追隨者地位，這三人惡意散佈不實謠言，意圖挑撥離間格蕾絲與安娜之間的友情，卻被洞若觀火的格蕾絲一眼識破她們的陰謀，有著高潔人格的安娜更是絲毫不受影響，她們不僅沒有動搖格蕾絲與安娜，反而還進一步鞏固了兩人之間的情感羈絆。
她們三人的首次登場是在學生食堂，由於出身在貴族家庭，平時就受到家裡的嬌生慣養，她們對於學生食堂必須親自打飯配膳，無任何傭人在旁服侍餐飲，表示完全無法接受，甚至還對食堂管理人施壓，要求對方必須給出一個交代。憲三郎以格蕾絲的身份目睹後，對此表達了相對複雜的看法。一方面，他認為「作為貴族千金，平時傭人環伺、一呼百諾，作出這種反應不難理解」；但另一方面，他也直言「不過這樣的言行舉止，看起來就像無賴耍潑的小孩」。儘管她們三人對遊戲原本女主人公安娜仍抱持著敵意，但經過憲三郎以格蕾絲的身份從中斡旋，努力調解雙方關係，已逐漸使她們與安娜之間能和諧相處。
阿德里安·特羅·奧弗涅
王立魔法學園三年級生，原本乙女遊戲DLC（付費下載內容，Downloadable Content）新增的可攻略對象，格蕾絲的兄長，也是學生會的前任會長。阿德里安是遊戲廠商預定追加的可攻略對象，玩家必須透過付費下載的方式（DLC），才能遊玩到這些額外的遊戲內容。在現實世界中，遊戲廠商尚未公佈他作為DLC的相關資訊，使得他作為DLC附加角色一事，仍不為外界所知。
阿德里安是格蕾絲的兄長，現為魔法學園三年級生，比格蕾絲還高兩個年級，也是前一年度的學生會會長。按照學園三年級生必須在外實地研修的制度，他目前被派往鄰國的魔法大學留學。阿德里安的魔獸是一隻土屬性的米諾陶洛斯（Minotaurus），名字為阿爾迪巴朗（Aldebaran）。這隻米諾陶洛斯與一般召喚獸有所不同，阿德里安將其變形成面具和披風，平時將牠穿戴在身上。阿爾迪巴朗具備解析目標對象的功能，能分析對手的能力，還能收集周圍環境的魔力，吸納到自身的四個胃裡，進行魔力調和與轉化，具有極為獨特的功能性。
阿德里安在魔法領域方面天賦異稟，展現出近乎天才般的魔法造詣，專攻土屬性魔法。他具有十分卓越的魔法技巧，運用自身的土魔法，再結合著他人的水、火、風魔法，讓樹木長出南瓜燈，或者在亞空間中創建自己的研究室，再以研究室為錨點，將其作為空間傳送的通道，這些魔法技術均顯露出他巧妙絕倫的魔法創造力。
阿德里安沉迷於鑽研魔法，對其它周遭事物均漠不關心，日菜子因此稱他為「殘念系的天才帥哥」。他長時間待在研究室裡，曾以魔法接近完成了為理由，缺席格蕾絲的生日派對，事後足足晚了一天才出現。安娜聽聞他的諸多事蹟後，作出如此推測「去年學生會的幹部處境，應該相當艱難吧。」一旁的維吉爾也深表認同。
帕斯卡·普瓦森
王立魔法學園三年級生，原本乙女遊戲DLC新增的可攻略對象（付費下載內容），阿德里安的隨從，種族為精靈族。帕斯卡是遊戲廠商預定追加的可攻略對象，玩家必須透過付費下載的方式（DLC），才能遊玩到這些額外的遊戲內容。在現實世界中，遊戲廠商尚未公佈他作為DLC的相關資訊，使得他作為DLC附加角色一事，仍不為外界所知。
帕斯卡是阿德里安的隨從，現為魔法學園三年級生，比格蕾絲還高兩個年級。按照學園三年級生必須在外實地研修的制度，他和阿德里安一樣，兩人均被派往鄰國的魔法大學留學。帕斯卡的魔獸不明，本作對於他的魔獸隻字未提。
帕斯卡是種族為精靈族的俊美型男，擁有深褐色的肌膚與尖長的耳朵，精靈族均相當長壽，雖然他的外貌看似少年，但根據已被憲三郎取代原本人格的格蕾絲所述，他的年齡早已經超過100歲。他稱呼主人阿德里安為「小阿德」，經常對阿德里安因沉迷於鑽研魔法，所產生的各種脫序行為，給予無情的吐槽調侃。他既冷靜又辛辣的吐槽言詞，卻始終跟在阿德里安身旁，吐槽完默默替他處理善後，形成反差明顯的主僕關係。日菜子因此稱他為「毒舌系褐色正太精靈管家」。
學園長（聲：大塚芳忠）
王立魔法學園的學園長。擁有白鬍子的老人，本名不明。學園長非常影薄，通常只會在主持儀典時出來亮相。憲三郎取代格蕾絲原本的人格後，雖繼承了格蕾絲所有記憶與知識，但由於已經上了年紀的緣故，外國人名都是由片假名書寫而成，他對於外國人名的記憶力不佳，他想不起來學園長的名字為何，加上本作旁人對學園長的名字均隻字未提，所以學園長的名字至今仍屬不明。
嘉涅特（聲：鎌倉有那）
王立魔法學園的女教師，種族為半精靈。擁有一頭黑髮，戴著眼鏡。
拉碧·拉茲利
王立魔法學園的女教師，種族為小熊貓獸人。在特別試驗「星誕之儀」裡，擔任第一關試煉的主考官。極為理智且學識豐富，格蕾絲班級的服裝課指導老師，他的專業為「魔法物理學」，因為對人族語言不太熟悉的緣故，說話時帶有生硬的獸族口音。
歐泊
王立魔法學園的男教師。在特別試驗「星誕之儀」裡，擔任第二關試煉的主考官。總是戴著面具，真實容貌是一位五官深邃的俊美男子，他的專業為「魔法幾何學」，座右銘是「優秀的魔法陣象徵著這個世界的法則，而描繪正確法則的圖形總是美麗的。」他說話習慣相當獨特，有著在每句語尾特地拉長音調的口癖。
安珀
王立魔法學園的男教師。在特別試驗「星誕之儀」裡，擔任第三關試煉的主考官。他的專業為「魔法心理學」，過去經歷不少學生對該學科的輕視與不屑，因此他有時會在學生面前表現出吸菸等不良行為，使得他散發出一種微妙的不良男性氣息。在某次的課堂講授裡，他故意嘲諷自己的專業學科，卻被安娜反駁說「人心怎麼可能會不重要」，這番話觸動他的心情，使他流下了感動的淚水。最終他與已被憲三郎取代原本人格的格蕾絲，兩人一起徹底反思自己的心態。由此可見，他的內在性格其實十分正直且純粹。

### 奧弗涅公爵家關係者
利奧波德·奧弗涅（聲：大塚明夫）
奧弗涅公爵家的現任當主，格蕾絲的父親，45歲，某王國的財政大臣。他出身於某個鄉間貴族，是家族裡的次子，並無顯赫的家世背景，因為本身出眾的才能，得以被公爵家選中，作為婿養子入贅到公爵家，最終繼承了公爵之位，公爵家的血統傳承其實是來自他的妻子賈桂琳。這樣的身世經歷使他內心深處，始終存在某種難以抹去的自卑感，對自己出身與地位懷有微妙的複雜情緒。
利奧波德擔任財務大臣的職務，他的能力相當出色，在職位上作出恰如其分的表現，深受人們認可。但作為父親卻顯得有些笨拙，這並非冷漠對待或刻意忽視，只是單純因為思慮不周，他實際上深愛著自己的家人，而且無論在工作和任務上均表現出全力以赴的態度，讓憲三郎對他深表敬意。
作為一個父親，行事步調有時候的確跟不上孩子的成長速度，憲三郎對此深有同感。利奧波德因思慮不周所造成的尷尬場面，被憲三郎取代原本人格的格蕾絲巧妙地化解，並對他說出寬慰之語，讓利奧波德頓時感到心靈上的釋然與救贖。
利奧波德由於職務繁忙經常不在家，比較少參與家庭生活，每次回家後，常常前往矮人工匠瓦爾茨的工坊，與瓦爾茨一起玩陀螺，這是他在忙碌生活中為數不多的消遣娛樂方式。利奧波德是王立魔法學園的校友，學生時代曾與當時的學生會會長賈桂琳，兩人一起擔任學生會的幹部，展現了優異的領導能力。
在學園祭當天，安娜之母無意間遇到利奧波德，安娜之母微微行禮，利奧波德則對她感到無比詫異，顯然彼此早已熟識許久。利奧波德貴為公爵身份顯赫，安娜之母僅為平民，開著一家麵包店，彼此身份地位差距懸殊卻是舊識，兩人之間不為人知的過往，為本作其中一個未解的謎團。
賈桂琳·奧弗涅（聲：井上喜久子）
奧弗涅公爵家的女主人，格蕾絲的母親，利奧波德的妻子。自格蕾絲入學前約一年，就以健康狀況不佳為理由，自己單獨搬至別墅療養，與家庭內的其他成員沒有同住。她在原本乙女遊戲裡從未登場，即使是日菜子這類專業玩家兼鐵桿愛好者，也從未見過她。
賈桂琳是王立魔法學園的校友，學生時代曾擔任學生會會長，展現了卓越的領導才能與組織能力。她在30年前曾撰寫了一部話劇的劇本《王子與平民》，並創立「學生會在學園祭裡進行舞台劇表演時，必須加入特殊限制」的傳統，這個特殊限制就是男女角色的性別互換，也就是由男人扮演女角、女人扮演男角，這是當時身為學生會會長的賈桂琳所立下的規矩，一直沿襲至今。
由於女性御宅族通常兼具著腐女向愛好者身份，對於俊美型男假扮女裝、男同志之間的攻受議題，毫無抵抗能力，十分沉溺於這類內容，甚至對這類題材喜愛到無以復加。電視螢幕前的日菜子與美津子，兩人身為女性御宅族，均對這條傳統讚賞不已，紛紛表示如果能親自見到賈桂琳本人，一定要當面向她致謝。
由於健康狀況逐漸穩定，賈桂琳決定親臨學園祭，與丈夫一同觀賞格蕾絲等人演的舞台劇。觀影完畢後，卻以「有急事」為由突然離開現場，她迴避了與格蕾絲的見面。這也使得憲三郎未能與她面對面接觸，電視螢幕前的日菜子與美津子也無緣一睹芳容。
賈桂琳是一個謎之人物，她彷彿有著預知未來的能力。她在30年前撰寫《王子與平民》這套劇本，這部話劇的角色分配與對白，卻完美契合現任學生會的所有成員，每個成員均有角色戲份可演，沒有一個成員被遺漏，彷彿專為他們量身打造的一樣。除此之外，她還洞悉了格蕾絲這機體內建的特殊能力「優雅變換」，如果不是格蕾絲本人根本不可能知道這個能力，她卻對「優雅變換」導致的演技障礙一清二楚，並且當場指示琉卡即興演出調整台詞，及時解除了格蕾絲演技障礙的危機。賈桂琳的預知能力，為本作其中一個未解的謎團。
不僅如此，從賈桂琳30年前所撰寫的話劇《王子與平民》的劇本內容來看，內容講述某國的一位王子與一位平民少年，他們恰巧在同一天出生，並因為某次機緣相識，兩人在皇宮中相談甚歡時，忽然出現了一名惡作劇成性的妖精，施展魔法將兩人的身體互換，被變成平民模樣的王子隨即遭到逐出皇宮，就此陷入困境。情況更糟糕的是，王子的加冕儀式即將到來，他卻無法參與這個重要的儀典。
格蕾絲與安娜恰好在劇裡分別飾演著王子與平民，這兩人又是同年同月同日生。加上安娜之母，一個平凡的麵包店老闆娘，居然輕易地識破微服暗訪格蕾絲的貴族身份。在學園祭當天，安娜之母無意間遇到格蕾絲之父，安娜之母微微行禮，格蕾絲之父則對她感到無比詫異，顯然彼此早已熟識許久，格蕾絲之父貴為公爵身份顯赫，安娜之母僅為平民，彼此身份地位差距懸殊卻是舊識。這些種種跡象似乎預示著某種玄機，亦為本作其中一個未解的謎團。
巴爾茲（聲：一條和矢）
奧弗涅公爵家的矮人工匠，100歲。矮人為長壽種族，巴爾茲的年齡雖然已經到100歲，對於矮人來講僅等同於中壯年。巴爾茲的手藝靈巧技術超群，擅長製作各類精密且獨特的物品。
在憲三郎取代格蕾絲原本的人格後，巴爾茲經常受到格蕾絲的委託，製作出各種精美器物，包括裝飾用眼鏡、神秘的東方計算器「算盤」、魔法杖扇等華麗工藝品。格蕾絲還介紹學生會成員朗貝爾給他，特地央請巴爾茲製作魔法杖書。巴爾茲透過精湛技術與工藝巧思，成功製作出這些物品，發揮出非凡的創造力，這些物品均是這個遊戲世界前所未有的創意設計。
巴爾茲製作出神秘的東方計算器「算盤」，這是一種輔助計算的工具，對於現代數學的普及具有指標性的重要意義。魔法杖扇，將魔杖與扇子的扇骨融為一體的華麗工藝品，平時可以持扇擺臂附庸風雅，氣候炎熱還可搧風乘涼，藉由浮空舞弄就能施展魔法，具有多種功能性的創新設計。魔法杖書，與魔法杖扇相同的製作概念，將魔杖埋入書背裡，再搭配在書本頁面裡預先畫好的魔法陣，變成只要翻開書本就能施展魔法，帥氣與實用兼具。
巴爾茲從小就喜歡鍛造和木工，在這些領域裡持續鑽研探究，才鍛鍊出現今精湛的工藝技術，這也讓憲三郎產生很大的共鳴，回憶起自己年輕時組裝鋼普拉、電玩遊戲攻略、假面騎士角色扮演，也一樣懷抱著無比的熱忱。因為有著類似的經歷，兩人均對彼此感到莫名親切與熟悉。
喬絲特（聲：篠原侑）
奧弗涅公爵家的見習女僕，種族為小熊貓獸人。擁有顯眼的虎牙，她說話習慣相當獨特，有著在每句語尾加上特殊語助詞「就是這樣～」的口癖。負責照顧格蕾絲的日常起居，在格蕾絲發生墜馬事故後，她忽然發覺眼前的格蕾絲居然變得溫柔起來，這讓她感到十分困惑，不知如何應對。
原本的格蕾絲個性拘謹苛求，經常嚴厲訓斥犯錯的僕人，由於她年紀尚小的緣故，她時常因犯錯而受到責罵。憲三郎對待僕人的方式與格蕾絲截然不同，在憲三郎取代格蕾絲原本的人格後，對於僕人的過失不再嚴厲責罵，反而採取友善包容的態度寬容對待，面對這種突然的轉變，讓她感到不知所措，甚至心中帶著些許畏懼。
瑪契爾德（聲：佐佐木未來）
奧弗涅公爵家的女僕，也是格蕾絲的專屬女僕之一，18歲，種族為獸人族。出身地與另一名獸族侍女喬絲特不同，說話時帶著明顯的故鄉口音。負責梳理格蕾絲的頭髮，是格蕾絲的髮型設計師，格蕾絲的獨特金色縱捲髮，就是出自於瑪契爾德的慧心巧思。
她擁有僅獸人才具備的天賦魔法，她的天賦魔法能加熱手中物體，所產生熱度僅能使水燒開，無法直接點燃物品。天賦魔法比較偏向於生活技能，而不太像是一般魔法。並非每個獸人均能使用天賦魔法，也有像另一名獸族侍女喬絲特，這種無法使用天賦魔法的個體存在。
瑪契爾德從小就自然學會了加熱手中物體的天賦魔法，靠著這項生活技能，在街頭當起熨燙師，替客戶熨燙衣服為生，以此養活自己的弟弟妹妹們。在某個偶然機遇下，她的這項技藝受到公爵夫人賈桂琳的賞識，得以進入公爵宅邸工作，起初僅是負責熨燙衣服，後來她自告奮勇，建議幫格蕾絲梳理頭髮，更為其精心設計經典的縱捲髮型，獲得格蕾絲的高度讚賞。自此之後，她成為了格蕾絲的專屬髮型設計師，雙方的合作關係一直維持至今。
居希葉
矮人工匠巴爾茲的妻子。性格豪爽直率愛說話，是絮叨強勢類型的家庭主婦。與沉默寡言、埋頭實作的丈夫不同。

### 其他人士
安娜之父
安娜的父親。是一名技藝純熟的麵包師傅。他在本作中非常影薄，與妻子的大量戲份形成鮮明對比，沒有任何台詞，出場篇幅也非常短暫，甚至被認為似乎僅是一個背景人型立牌。
安娜之母（聲：早水理沙）
安娜的母親。個性開朗大方，待人隨和友善，是堅毅不撓類型的母親。她有著敏銳的觀察力，能從對方的穿著打扮與行為儀態中，識別該人是否為貴族。即使知道對方是貴族也毫不怯場，行為舉止從容不迫。她雖然無法使用魔法，卻對魔法有著相當深入的理解，擁有非常豐富的魔法知識。
這些特質讓憲三郎懷疑她的來歷，作出如此推測「她可能出身貴族、或與貴族有著深厚淵源，絕非普通市井平民，肯定隱藏著某種秘密。」在憲三郎以格蕾絲的身份當面詢問她這些疑點時，她試著裝傻含糊帶過，卻遮掩得極不自然，因此被憲三郎評價為「母女倆的率直純真性格如出一轍，雖盡力掩飾卻很容易被看穿，十分不擅長說謊。」
除此之外，在學園祭當天，安娜之母無意間遇到格蕾絲之父利奧波德，她微微行禮，利奧波德則對她感到無比詫異，顯然彼此早已熟識許久。利奧波德貴為公爵身份顯赫，安娜之母僅為平民，開著一家麵包店，彼此身份地位差距懸殊卻是舊識，兩人之間不為人知的過往，為本作其中一個未解的謎團。
謎之光球
一個神秘的光球。在學園祭當天，格蕾絲之母賈桂琳觀賞完學生會成員所演的話劇後，隨即乘坐馬車倉促地離開現場，這個光球出現在馬車上，與賈桂琳一人一球彼此交談著，似乎在暗中進行某些行動，具體目的不明。

## 用語設定
魔法學園Love & Beast
女性向乙女遊戲。憲三郎轉生後所在的世界。遊戲的詳細設定不明，但與坊間常見魔法世界學園題材的遊戲十分相似。遊戲名稱中的「Love」代表遊戲充滿戀愛要素、而「Beast」則代表魔法學園內學生所擁有的召喚獸，每位學生均有一個專屬的召喚獸。除此之外，這款遊戲還推出了付費下載內容（DLC），玩家必須透過付費下載的方式，才能遊玩到這些額外的遊戲內容，這些額外內容也包括了新增可攻略的角色對象。
關於憲三郎轉生後所在的世界，日菜子以專業遊戲玩家的角度作出如此見解，她認為這裡並不是《魔法學園Love & Beast》的遊戲世界，而是與這遊戲極其相似的異世界，兩者雖然雷同，卻在細部設定方面有所不同。
魔法
在遊戲世界中存在著魔法，魔法施展方式是在魔法陣上空，拿著魔杖以書寫文字的方式來發動魔法，還運用著言靈之力，必須書寫「曾長期被使用過」且「現今已不再使用，無法被普通人讀懂」的古代文字，不能使用沒魔力的人均能讀懂的普通文字，普通人若看得懂這些文字，則會將自己的意念摻入其中，讓文字在空中散開而導致魔法失敗。
憲三郎利用自己是異世界人的背景優勢，使用「日語漢字」來替代古代文字，使他能繞過古代文字的限制進行施法，不僅能大幅強化魔法效果，還能縮短輸入文字所需的時間，這一特殊技巧也成為格蕾絲日後施展魔法的強大優勢。
魔法分成火、水、風、土四種屬性，各屬性之間存在著對立或增強的關係。施法者召喚獸也會影響到魔法屬性的強弱。
天賦魔法
只有獸人種族才具備的魔法能力，這種魔法是與生俱來的，施法者從幼年時期就能自然學會，不用透過學習或訓練。天賦魔法比較偏向於生活技能，而不太像是一般魔法。
並非每個獸人均能使用天賦魔法，也有像獸族侍女喬絲特，這種無法使用天賦魔法的個體存在。每個能使用天賦魔法的獸人，他們的天賦魔法也不盡相同，這些獸人均有各自的天賦魔法效果。天賦魔法也有缺點，無法傳授給其他人。除此之外，如果已學會天賦魔法，就學不會一般魔法。
魔獸
在遊戲世界裡，魔獸是經由人類使役後的召喚獸，也被稱為從魔。當每個學生進入王立魔法學園就讀後，學校會給他一顆魔獸蛋，該名學生會與這顆蛋締結契約，蛋隨後被收納到亞空間裡，進行歷時一個月的孵化期，蛋受到契約者的魔力供養，在這段期間逐漸孕育成長。一個月後開始進行召喚儀式，這時魔獸才會以實際面貌出現在契約者的面前。每隻魔獸都有特定的名字，通常以現實世界星座的星命名。
在原本的遊戲設定中，魔獸的召喚結果完全隨機，玩家無法干預召喚獸的生成種類，只能靠運氣。但還是有刷首抽的玩家，持續將遊戲重來，直至刷到心中想要的召喚獸才會停止。魔獸的種類對遊戲影響深遠，牠直接影響到遊戲女主人公安娜的劇情發展及攻略過程。值得一提的是，日菜子屬於完全靠運氣的流派，她不是刷首抽的流派。
試煉迷宮
是一件被收藏於學園寶物庫中的魔道具，外觀及運作原理類似現實世界的「魔術方塊」。當試煉迷宮被啟動後，最多會將六人困在其內部，並將魔術方塊的外部空間，轉化為多個小房間組成的異次元場域。
在這些小房間裡，分別寫著一道道謎題，參與者必須使用魔法來解答這些謎題，每解完一道謎題後，即能將對應的房間解鎖開啟。魔術方塊的六面對應著被困的六人，當拼湊好其中某一面時，被鎖在該面的人會被釋放。然而，一旦離開小房間，魔術方塊會再度把此人吸回，並且自動重新洗亂六面的排列。
通過試煉迷宮的方法有兩種，一種為正確解答12道謎題，另一種為拼湊出魔術方塊完整的六面。只要達成其中一種方法，就能解除被困的所有人員結束試煉，回到原來的空間中。
在原本的遊戲設定中，試煉迷宮是一個迷你遊戲，可以隨機提高可攻略對象的親密度。由於遊戲畫面內的魔術方塊操作過於繁瑣，即使是在現實中能輕鬆拼出魔術方塊六面的日菜子，也認為幾乎沒有人願意玩這些內容。
王子與平民
是遊戲世界裡的一部童話故事。劇本內容為某國的一位王子與一位平民少年，他們恰巧在同一天出生，並因為某次機緣相識，兩人在皇宮中相談甚歡時，忽然出現了一名惡作劇成性的妖精，施展魔法將兩人的身體互換，被變成平民模樣的王子隨即遭到逐出皇宮，就此陷入困境。情況更糟糕的是，王子的加冕儀式即將到來，他卻無法參與這個重要的儀典。
原本童話故事的劇本長度為2小時，經由格蕾絲之母賈桂琳的改編撰寫後，被縮短成30分鐘左右的演出時間。令人不解的是，劇本是在30年前撰寫，這部話劇的角色分配與對白，卻完美契合現任學生會的所有成員，每個成員均有角色戲份可演，沒有一個成員被遺漏，彷彿專為他們量身打造的一樣。
學園地下城
位於魔法學園底下的地底迷宮。是遊戲世界裡一個重要的挑戰場景，玩家可與攻略對象共同探索地下城，若探索成功順利擊敗魔物，即可提升好感度，若探索失敗被魔物全滅，則會降低好感度。地下城最初僅有10層，但是在遊戲通關後，即能完全解鎖整座地下城，可持續探索到地下城最深處第99層。
從表面上看，這座地下城是魔法學園設置的魔法訓練設施，作為學生在此實戰鍛鍊的場所。但實際上這座地下城早已經存在，它的歷史比魔法學園更為悠久。魔法學園當初的設立目的，就是為了監視這座地下城的神秘活動，此真相極為隱秘，僅有王室和極少數學園相關人士才知曉，就連格蕾絲也完全不知情。 
在地下城的最深處，棲息著一頭「沉眠古龍」，這頭古龍與其說是魔物，不如說它更像是遠古神的眷屬，據傳自太古以來，古龍與王室之間締結了某種契約，成為這座地下城的統治者。

## 出版書籍

### 漫畫
| 冊數 | 少年畫報社     | 少年畫報社             | 青文出版社     | 青文出版社             |
| 冊數 | 發售日期       | ISBN                   | 發售日期       | ISBN                   |
| ---- | -------------- | ---------------------- | -------------- | ---------------------- |
| 1    | 2020年12月16日 | ISBN 978-4-785-96827-4 | 2023年1月17日  | ISBN 978-6-263-40438-0 |
| 2    | 2021年8月2日   | ISBN 978-4-785-96968-4 | 2023年2月16日  | ISBN 978-6-263-40529-5 |
| 3    | 2022年4月5日   | ISBN 978-4-785-97114-4 | 2024年2月21日  | ISBN 978-6-263-62736-9 |
| 4    | 2022年12月28日 | ISBN 978-4-785-97308-7 | 2024年9月9日   | ISBN 978-6-263-99372-3 |
| 5    | 2023年6月5日   | ISBN 978-4-785-97406-0 | 2024年11月21日 | ISBN 978-6-263-99814-8 |
| 6    | 2024年1月4日   | ISBN 978-4-785-97578-4 | 2025年1月25日  | ISBN 978-6-263-99989-3 |
| 7    | 2024年8月5日   | ISBN 978-4-785-97726-9 |                |                        |
| 8    | 2025年3月10日  | ISBN 978-4-785-97901-0 |                |                        |

## 電視動畫

### 製作人員
- 原作：上山道郎
- 導演：竹內哲也
- 系列構成：入江信吾
- 角色設計：松苗春香
- 美術設計：大原盛仁
- 美術監督：和田千帆
- 攝影監督：村山琴實
- 音樂：田渕夏海、土田美咲、田中津久美、阿部玲子、澤田佳步
- 音響監督：龜山俊樹
- 動畫製作：亞細亞堂

### 主題曲
片頭曲Choose!!!
主唱：Cider Girl，作詞、作曲：Yurin。
片尾曲

主唱：格蕾絲（M・A・O）、憲三郎（井上和彥），作曲：吉峯曉子，作曲：宮川彬良，編曲：INTERCEPTBEATS。
 (第9話)
主唱：格蕾絲（M・A・O）、憲三郎（井上和彥），作詞：奈良橋洋子、山川啓介，作曲：武川行秀，編曲：INTERCEPTBEATS。

### 各話列表
| 話數   | 標題                      | 劇本     | 分鏡     | 演出       | 作畫監督                      | 總作畫監督                 | 首播日期       |
| ------ | ------------------------- | -------- | -------- | ---------- | ----------------------------- | -------------------------- | -------------- |
| 第1話  | 中年大叔，成為反派千金    | 入江信吾 | 竹內哲也 | 竹內哲也   | 市來剛 衫山                   | 松苗春香 玉利和枝          | 2025年 1月10日 |
| 第2話  | 中年大叔，成為魔法師      | 入江信吾 | 竹內哲也 | 岡英和     | 市來剛 衫山 大竹紀子          | 松苗春香 玉利和枝          | 1月17日        |
| 第3話  | 中年大叔，開口講冷笑話!   | 入江信吾 | 松尾晉平 | 森田侑希   | 櫻井木之實 陳亮 魏旭龍 杜衡峰 | 松苗春香 玉利和枝          | 1月24日        |
| 第4話  | 中年大叔，召喚魔獸        | 岸倉弘幸 | 竹內哲也 | 小野田雄亮 | 清水雄介                      | 西岡夕樹 松苗春香          | 1月31日        |
| 第5話  | 中年大叔，使出二刀流      | 入江信吾 | 森健     | 岡尾貴洋   | 飯飼一幸 清水由紀子 松下純子  | 西岡夕樹 松苗春香          | 2月7日         |
| 第6話  | 中年大叔，感動落淚        | 宇野葵   | 松尾晉平 | 如藤頭     | 太田麻美 大竹紀子             | 松苗香春 玉利和枝          | 2月14日        |
| 第7話  | 中年大叔，參加模範演習    | 岸倉弘幸 | 竹內哲也 | 岡英和     | sata 辻加奈子 角田茉央        | 西岡夕樹 松苗香春          | 2月21日        |
| 第8話  | 中年大叔，成為女僕        | 入江信吾 | 緒方隆秀 | 緒方隆秀   | 岸智惠美 根津壮志             | 松苗春香 玉利和枝          | 2月28日        |
| 第9話  | 中年大叔，被關起來了      | 岸倉弘幸 | 及川啓   | 小村方宏治 | 石川明治 入江健司             | 松苗春香 玉利和枝          | 3月7日         |
| 第10話 | 中年大叔，女扮男装        | 宇野葵   | 岩崎智子 | 岡英和     | 辻加奈子 杉山                 | 西岡夕樹 松苗春香 玉利和枝 | 3月14日        |
| 第11話 | 中年大叔，陷入優雅大危機! | 入江信吾 | 緒方隆秀 | 緒方隆秀   | 岸智惠美 根津壯志             | 松苗春香 玉利和枝          | 3月21日        |
| 第12話 | 中年大叔，在學園祭放煙火  | 入江信吾 | 及川啓   | 岡英和     | 西岡夕樹                      | 西岡夕樹 松苗春香          | 3月28日        |

### 播映平台
| 播放日期               | 播放時間（UTC+9）   | 播放電視台 | 播放地區 | 備註  |
| ---------------------- | ------------------- | ---------- | -------- | ----- |
| 2025年1月10日－3月28日 | 星期五 0:26－0:56   | TBS        | 日本全域 |       |
|                        | 星期四 21:30－22:00 | AT-X       | 日本全域 | [ a ] |
| 2025年1月14日－4月1日  | 星期二 0:30－1:00   | BS日本     | 日本全域 | [ b ] |

### BD
| 卷數    | 發售日期     | 收錄話數      | 規格編號 |
| ------- | ------------ | ------------- | -------- |
| Vol.1.1 | 2025年5月9日 | 第1話－第4話  | HPXN-641 |
| Vol.1.2 | 2025年6月4日 | 第5話－第8話  | HPXN-642 |
| Vol.1.3 | 2025年7月2日 | 第9話－第12話 | HPXN-643 |

## 外部連結
- 漫畫官方網站（日語）
- 動畫官方網站（日語）
- 電視動畫的X（前Twitter）（日語）